# Australische rupsvogel
De Australische rupsvogel (Coracina novaehollandiae) is een zangvogel uit de familie Campephagidae (rupsvogels). 

## Kenmerken
De Australische rupsvogel wordt inclusief staart 30,5 tot 35,5 centimeter. Het is een overwegend blauwgrijze vogel met een zwart 'gezicht' (voorhoofd, oorstreek en keel). De buik is lichtgrijs tot wit. De staart heeft een brede zwarte eindband die aan het einde weer een beetje wit is.

## Verspreiding en leefgebied
Deze vogel broedt wijdverspreid in Australië en Tasmanië. In de Australische winter trekken deze rupsvogels noordwaarts naar oostelijk Indonesië, Nieuw-Guinea en de Salomonseilanden. In Nieuw-Guinea trekken ze diep het binnenland in via de rivierdalen tot op 1200 m boven de zeespiegel, op de Salomonseilanden houden ze zich dan op in Casuarinabossen in de kustgebieden.
De soort telt drie ondersoorten:
- C. n. subpallida: het westelijke deel van Centraal-Australië.
- C. n. melanops: zuidwestelijk, zuidelijk, noordelijk en oostelijk Australië.
- C. n. novaehollandiae: Tasmanië en de eilanden in de Straat Bass.

De Australische rupsvogel komt voor in een groot aantal typen leefgebieden zoals graslanden met verspreide boomgroepen, geplant bos, gebieden met struikgewas, bossen, boomgaarden, parken en tuinen. De vogel wordt vaak gezien in buitenwijken van grote steden als Sydney en Perth. Het is geen vogel van regenwouden.

## Status
De grootte van de populatie is niet gekwantificeerd, maar er is geen aanleiding te veronderstellen dat de soort bedreigd wordt in zijn voortbestaan, daarom staat de Australische rupsvogel als niet bedreigd op de Rode Lijst van de IUCN.
.